# Girl Get It
"Girl Get It" (en español La Chica Lo Consigue) es una canción de la cantante-actriz estadounidense Raven-Symoné, grabada su cuarto álbum de estudio, Raven-Symoné.

## Información
Hollywood Records abrió una MySpace oficial de Raven-Symoné, donde había algunas canciones del álbum. Se dijo que fue una manera de promover el álbum y tuvo una nueva canción cada semana previa al lanzamiento de éste, siendo "Girl Get It" subida a la red una semana antes del lanzamiento del álbum.
Fue escrita por Ray Oglesby y Sean Garrett, y producida por este último junto con Clubba Langg.

## Premios
Teen Music International Brazil
- 2009: Mejor vocal de R&B femenina — Ganó

## Créditos
- Escritores: Sean Garrett, Ray Oglesby.[1]
- Productores: Sean Garrett, Clubba Langg.[1]
- Mezclas: John Frye, Gary Fly.[1]
- Publicado por Team S Dot.[1]